# 江苏卫生健康职业学院
江苏卫生健康职业学院，原江苏职工医科大学，是位于江苏省南京市的一所普通专科高校，主要培养医疗护理、卫生类人才，提供普通高职、普通中专、成人教育，隶属江苏省卫生厅。
学院可追溯至国民政府时期建立的中央助产学校。学院拥有汉中路校区、浦口校区、凤凰西街校区和浦口新校区。

## 历史
- 1933年秋，建立中央助产学校，直属国民党中央卫生部、教育部。由北平第一助产学校校长杨崇端兼任校长，初期借用中央医院（今南京军区总医院）校舍、设备。
- 1934年，在南京石鼓路87号（今南京市妇产医院）筹建校舍，附设产科医院。
- 1935年，改名国立中央高级助产职业学校；
- 抗日战争时期，前往重庆。
- 1946年，迁回南京。
- 1949年4月，由解放军华东军区军管会接管。
- 1950年，改名华东助产学校；
- 1952年，划归南京市卫生局，改名南京第一助产学校。
- 1953年7月，划归江苏省卫生厅，改名江苏省南京助产学校。
- 1963年，改名南京卫生学校。
- 1981年，在学校教学基础上，设立江苏省卫生系统职工医科大学。
- 1981年，江苏省卫生系统职工医科大学与南京卫生学校合署办学。
- 1991年，撤销南京卫生学校建制。
- 1995年，更名为江苏职工医科大学，为成人高等医学院校。
- 2002年，江苏省医学情报研究所、江苏省卫生统计信息中心和江苏省卫生人才培训中心并入。
- 2005年，兼管江苏省中医学校。
- 2009年，更名为江苏建康职业学院，为普通高等学校。
- 2017年3月，江苏省人民政府同意江苏建康职业学院更名为江苏卫生健康职业学院，更名后学校的办学体制、管理体制、经费渠道等不变。[2]

## 专业设置
普高专业：
- 护理学
- 药学
- 康复治疗技术
- 医学文秘
- 卫生信息管理(医院病案管理)
- 医学影像技术（放射治疗技术）

成高专业(全日制)
- 临床医学
- 全科医学
- 护理学

成高专业(业余)
- 预防医学
- 临床检验
- 临床医学
- 全科医学
- 护理学